# Commission für Verkehrsanlagen in Wien

Im Jahr 1894 ausgegebene Schuldverschreibung über 2000 österreichische Kronen

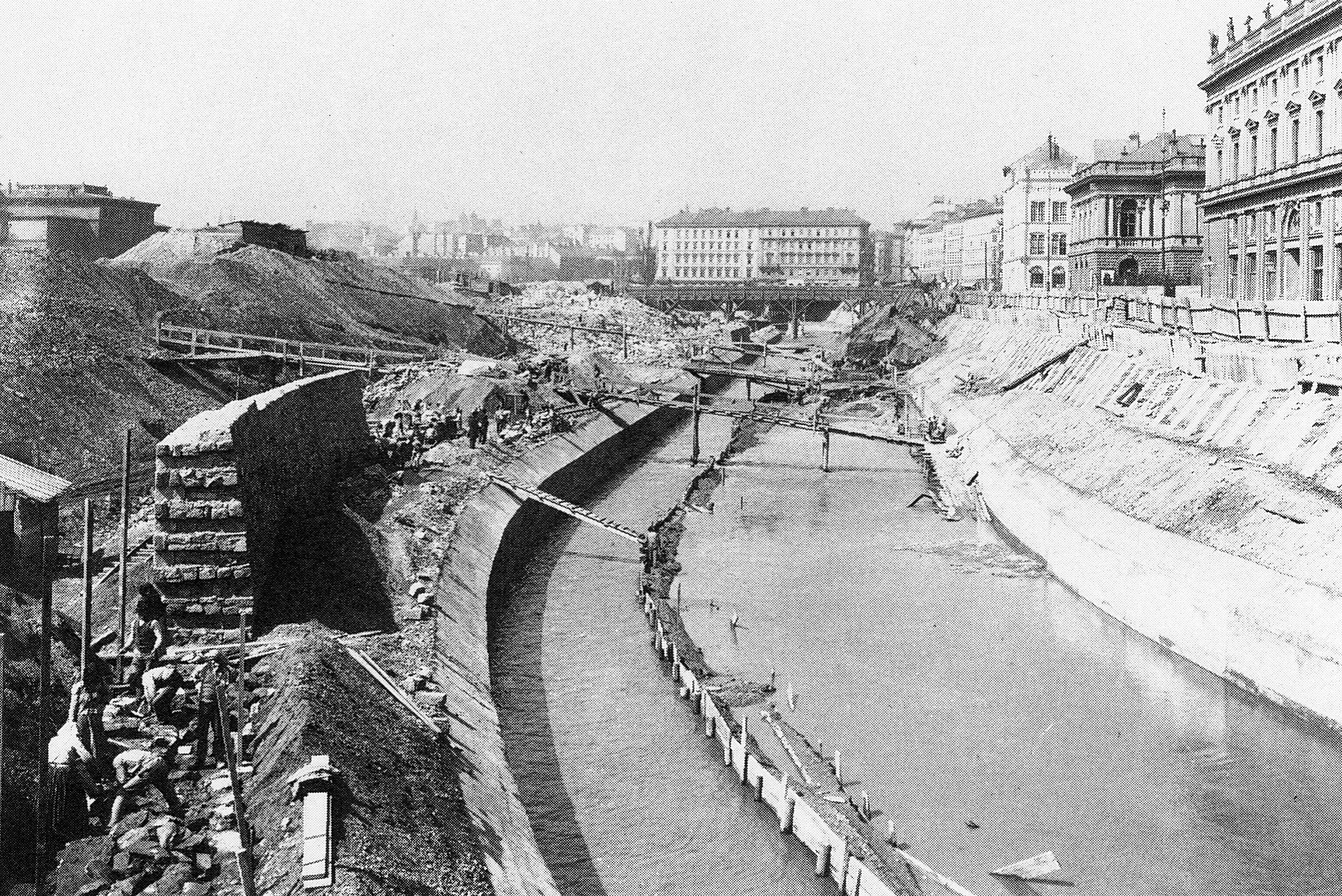
Stadtbahnbau und gleichzeitige Flussregulierung sorgten für gewisse Synergieeffekte, so wie hier 1898 beim Karlsplatz

Halbgepäckwagen der Bauart CD^{u}, am linken Aufstieg befindet sich der Eigentümernachweis „V.A.“

Die Commission für Verkehrsanlagen in Wien, abgekürzt V.A. – infolge der Orthographischen Konferenz von 1901 in manchen externen Publikationen Kommission für Verkehrsanlagen in Wien geschrieben, war ein Eisenbahnunternehmen in Österreich und Eigentümer der Wiener Stadtbahn. Die Aktiengesellschaft mit Sitz in Wien, offiziell eine Privatbahn, koordinierte darüber hinaus um 1900 den weiteren Ausbau des Donaukanals sowie die Kanalisierung des Wienflusses, weil diese Maßnahmen parallel zum Stadtbahnbau erfolgten.

## Geschichte
Im Zuge der konkreter werdenden Planungen für die Errichtung der Wiener Stadtbahn konstituierte sich am 25. Juli 1892, wie vom k.k. Handelsministerium 1891 vorgeschlagen, die Commission für Verkehrsanlagen in Wien mit Sitz am Stubenring 1. In dem Gremium waren das Ministerium, bis 1896 auch für das Eisenbahnwesen zuständig, die Gemeinde Wien, das Land Niederösterreich und die Donauregulierungskommission gleichberechtigt vertreten, wobei nur einstimmige Beschlüsse vorgesehen waren. Im Einzelnen hatte das neue Organ die Aufgabe, als Bauherr folgende Maßnahmen zu koordinieren:
| Planungsinstanz                                                                | Zuständigkeit                                                | Kostenverteilung |
| ------------------------------------------------------------------------------ | ------------------------------------------------------------ | --- |
| Tracierungsbureau der k.k. General-Inspection der österreichischen Eisenbahnen | Bau und Betrieb der Stadtbahn                                | Hauptbahnen: Staat: 87,5 %, Gemeinde: 7,5 %, Land: 5 % Lokalbahnen: Staat: 85 %, Gemeinde: 10 %, Land: 5 % |
| Donauregulierungskommission                                                    | Anlage von Hauptsammelkanälen längs des Donaukanals          | Staat: 5 %, Gemeinde: 90 %, Land: 5 % |
| Donauregulierungskommission                                                    | Umwandlung des Donaukanals in einen Handels- und Winterhafen | Staat: 66,2/3 %, Gemeinde: 8,1/3 %, Land: 25 % |
| Stadtbauamt der Gemeinde Wien                                                  | Wienflussregulierung                                         | Staat und Land mit je einem Jahresbetrag, der zur Verzinsung und Tilgung eines Anlehensbetrags von je fünf Millionen Gulden erforderlich ist, wogegen das restliche Erfordernis für Verzinsung und Tilgung des zum Zweck der Geldbeschaffung für die Wienflussregulierung zu begebenden Anlehensbetrags ausschließlich von der Gemeinde Wien zu bestreiten war |

Die Geldbeschaffung fand kumulativ für alle drei Teilbereiche statt. Sie erfolgte durch die Emission der mit vier Prozent verzinslichen „Wiener Verkehrsanlagen-Anleihe“. Die Commission für Verkehrsanlagen war berechtigt, die zur Finanzierung nötigen Anleihen auf bis zu 90 Jahre aufzunehmen. 1898, im Eröffnungsjahr der Stadtbahn, betrug ihr nominelles Anlagekapital 104.239.122 österreichische Kronen.
Letztlich baute und betrieb die Commission für Verkehrsanlagen die am 9. Mai 1898 eingeweihte Stadtbahn nicht selbst, sondern beauftragte damit die k.k. Staatsbahnen. Jedoch gehörte ihr ein Teil der Fahrbetriebsmittel, nämlich 62 von 112 Stadtbahnlokomotiven und 372 von 864 Stadtbahnwagen. Zudem beschaffte sie 1899 einen Requisitenwagen. Das im Besitz der Gesellschaft befindliche engere Stadtbahnnetz hatte dabei eine Betriebslänge von 37,918 und eine Baulänge von 38,832 Kilometern.
Infolge der weitgehenden Einstellung des Stadtbahnbetriebs nach dem Ersten Weltkrieg verpachtete die Commission für Verkehrsanlagen schließlich 1924 einen Großteil ihres Netzes an die Gemeinde Wien, die daraufhin 1925 ihre Wiener Elektrische Stadtbahn eröffnete. Lediglich die Vorortelinie wurde weiterhin von der Staatsbahn, jetzt den Österreichischen Bundesbahnen, im Auftrag betrieben.
Per Bundesgesetz vom 15. Juni 1934 wurde die Commission für Verkehrsanlagen in Wien schließlich zum 1. Juli 1934 vollständig liquidiert und ihr Eigentum zwischen der Gemeinde Wien, dem Bundesland Niederösterreich und der Republik Österreich aufgeteilt. Von den einst durch die Gesellschaft beschafften Wagen waren zu diesem Zeitpunkt noch 328 vorhanden, sie wurden zu einem Buchwert von 145.922,96 österreichischen Schilling abgelöst. Zusätzlich gehörten ihr damals noch sieben Wagen anderer Bauart.